# NGC 4721
NGC 4721 ist eine 14,5 mag helle Linsenförmige Galaxie vom Hubble-Typ S0 im Sternbild Haar der Berenike, die etwa 343 Millionen Lichtjahre von der Milchstraße entfernt ist.
Sie wurde am 24. April 1865 von Heinrich Louis d’Arrest entdeckt.